# Mittlerer Tannenborkenkäfer
Der Mittlere Tannenborkenkäfer (Pityokteines vorontzowi gelegentlich auch Pityokteines vorontzovi   geschrieben) ist eine Borkenkäferart aus der Familie der Rüsselkäfer (Curculionidae).

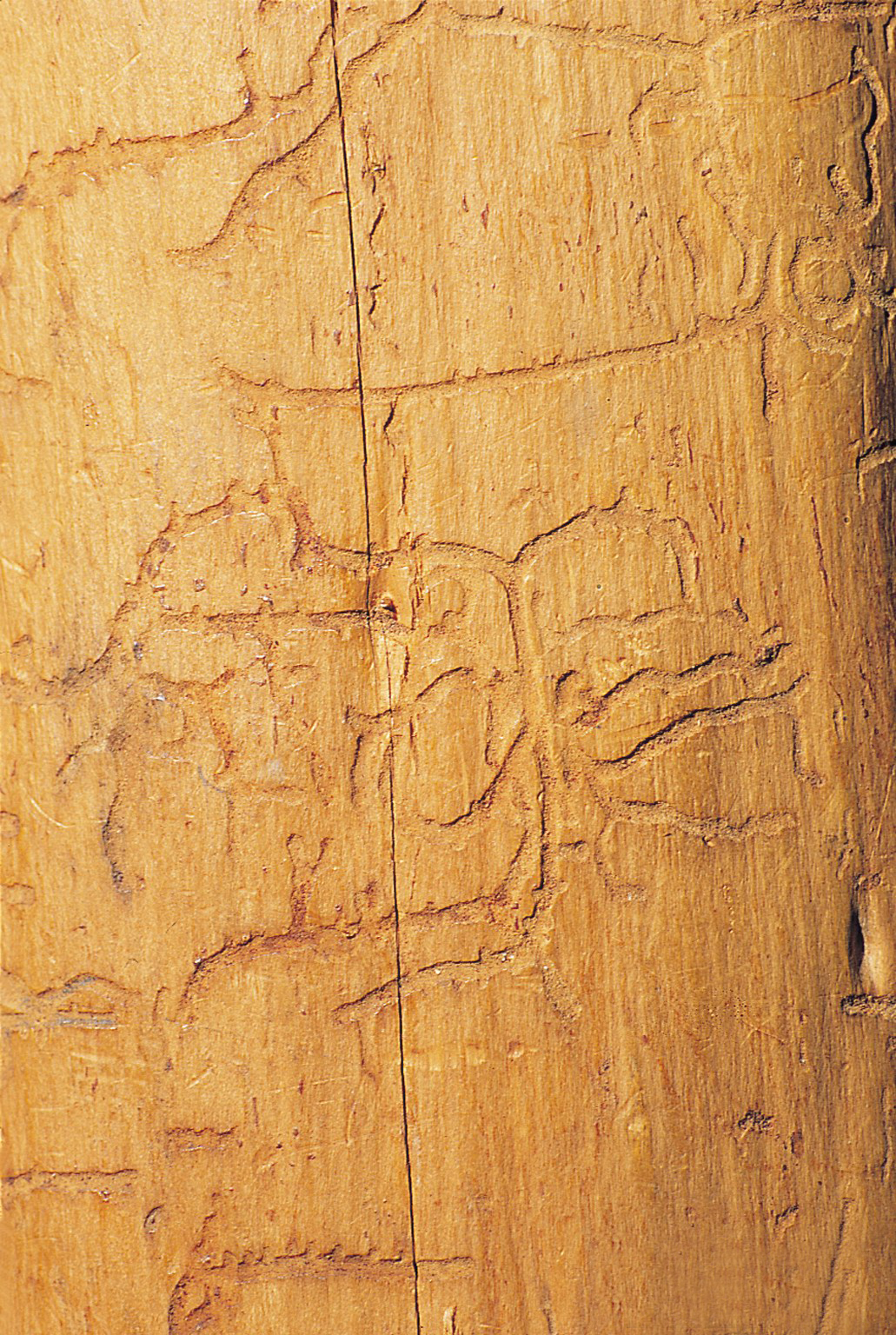
Fraßbild

## Beschreibung
Adulte Käfer werden 1,6 bis 2,5 Millimeter groß. In ihrem Aussehen ähnelt die Art stark den anderen europäischen Arten der Gattung Pityokteines und ist von diesen nur schwer zu unterscheiden.

## Verbreitung
Man findet die Art von den Pyrenäen bis zum Kaukasus. Sie kommt in Tannenwäldern vor.

## Lebensweise
Die Art besiedelt Äste und Stammteile von 1 bis 16 Zentimeter Dicke im oberen Kronenbereich, welche dünn- und glattrindig sind. Bei jungen Bäumen befällt sie auch den Stamm. Es werden 2 Generationen pro Jahr gebildet.

## Fortpflanzung
Die große Rammelkammer schürft den Splint. Von dieser Rammelkammer gehen 3 bis 9 strahlenartig angeordnete, rund 5 Zentimeter lange Muttergänge aus. Diese Muttergänge verlaufen quer und schneiden meist tief in den Splint ein. Es werden 3 bis 4 Zentimeter lange Larvengänge, welche meist in Längsrichtung verlaufen, von den großen Einischen aus genagt. Die Puppenwiegen werden meist im Splint angelegt.

## Systematik
Der Mittlere Tannenborkenkäfer wird als Schwesterart des Krummzähnigen Tannenborkenkäfers (Pityokteines curvidens) angesehen.